# Joanna Lumley
Joanna Lamond Lumley OBE (Srinagar, 1 de maio de 1946) é uma atriz britânica.

## Carreira
Joanna Lumley começou como modelo antes de se estrear no cinema com um pequeno papel no filme Some Girls Do de Ralph Thomas, em 1969 e em On Her Majesty's Secret Service, de Peter R. Hunt. Em 1976 tomou o lugar de Diana Rigg na série The New Avengers, contracenando com Patrick MacNee. Participou em dois filmes de Blake Edwards, Trail of the Pink Panther e Curse of the Pink Panther, de 1982 e 1983, respectivamente.
Em 1992, ao lado de Jennifer Saunders iniciou a série de TV Absolutely Fabulous com o papel de Patsy Stone.

## Vida pessoal
Nascida na Índia britânica, filha do major do exército James Rutherford Lumley. Ele comandou uma tropa de Gurkhas durante a Segunda Guerra Mundial. Nos anos 2000 Joanna viria a lutar pelos direitos dos gurkhas que serviram no exército britânico de solicitar residência no Reino Unido. O pleito foi aceito pelo governo em 2009.

## Filmografia parcial
- 1969 - Some Girls Do (sem créditos)
- 1969 - On Her Majesty's Secret Service - The English Girl
- 1970 - The Breaking of Bumbo - Susie
- 1970 - Games That Lovers Play - Fanny Hill
- 1970 - Tam-Lin - Georgia
- 1971 - The House That Dripped Blood - (sem créditos)
- 1973 - Don't Just Lie There, Say Something! - Giselle Parkyn
- 1973 - The Satanic Rites of Dracula - Jessica Van Helsing
- 1982 - Trail of the Pink Panther - Marie Jouvet
- 1983 - Curse of the Pink Panther - Countess Chandra
- 1989 - Shirley Valentine - Marjorie Majors
- 1995 - Innocent Lies - Lady Helena Graves
- 1996 - James and the Giant Peach - Aunt Spiker
- 1997 - Prince Valiant - Morgan le Fay
- 1999 - Parting Shots - Freda
- 1999 - Mad Cows - Gillian
- 2000 - Maybe Baby - Sheila
- 2000 - Whispers: An Elephant's Tale - Half Tusk (voz)
- 2001 - The Cat's Meow - Elinor Glyn
- 2004 - Standing Room  - Short film
- 2004 - EuroTrip - Hostel Clerk
- 2004 - Ella Enchanted - Dame Olga
- 2005 - Pollux, le manège enchanté - Ermintrude
- 2005 - Corpse Bride - Maudeline Everglot
- 2006 - Dolls - Madame Muscat (Short film)
- 2009 - Boogie Woogie - Alfreda Rhinegold
- 2011 - Late Bloomers - Charlotte
- 2013 - The Wolf of Wall Street - tia Emma
- 2016 - Me Before You - Madrinha da noiva

## Televisão
- 1969 - The Wednesday Play - Elsie Engelfield	episódios
- 1971 - It's Awfully Bad For Your Eyes, Darling - Samantha Ryder-Ross
- 1972 - Steptoe and Son - Bunty (1 episódio: 'Loathe Story')
- 1973 - Coronation Street - Elaine Perkins (102 episódios)
- 1973-75 - Are You Being Served? - Miss French/German Lady (2 episódios: 'His and Hers', 'German Week')
- 1976 - The Cuckoo Waltz - Harriet Paulden (1 episódio 'Babysitter')
- 1976-77 - The New Avengers - Purdey (26 episódios)
- 1979 - The Plank - Hitchhiker
- 1979-82 - Sapphire & Steel - Sapphire (34 episódios)
- 1981-85 - The Kenny Everett Television Show - Various (5 episódios)
- 1982 - The Weather in the Streets - Kate - Telefilme
- 1984 - Mistral's Daughter - Lally Longbridge - Mini-série
- 1984 - The Glory Boys - Helen - Telefilme
- 1984 - Oxbridge Blues - Gigi (1 episódio: 'That Was Tory')
- 1986 - The Two Ronnies - Miss Dibley (1 episódio)
- 1990 - A Ghost in Monte Carlo - Lady Drayton - Telefilme
- 1991 - A Perfect Hero - Loretta Stone - Mini-série
- 1992 - Lovejoy (tv) - Victoria Cavero (3 episódios)
- 1992 - 1996 - 2001-2004 2011- Absolutely Fabulous - Patsy Stone (37 episódios) (1993)
- 1993 - Cluedo - Mrs. Peacock (6 episódios)
- 1994 - Girl Friday - série
- 1994-95 - Class Act - Kate Swift (14 episódios)
- 1995 - Cold Comfort Farm -  Mrs. Mary Smiling - Telefilme
- 1995 - The Forgotten Toys - Annie (voz)
- 1996 - Roseanne - Patsy Stone (1 episódio: 'Satan, Darling')
- 1998 - The Tale of Sweeney Todd - Mrs. Lovett	 - Telefilme
- 1998 - Coming Home - Diana Carey-Lewis - série
- 1998 - A Rather English Marriage - Liz Franks - Telefilme
- 1999 - Alice in Wonderland - Tiger Lily- Telefilme
- 1999 - Nancherrow - Diana Carey-Lewis - Telefilme
- 1999 - Foxbusters - Sims (voz)
- 1999 - Dr Willoughby - Donna Sinclair - série
- 1999 - Doctor Who Comic Relief - Thirteenth Doctor (Doctor Who Comic Relief special: The Curse of Fatal Death)
- 2000 - Mirrorball -  Jackie Riviera (Pilot)
- 2002 - Up In Town - Madison Blakelock - série
- 2004, 2009 - Marple - Dolly Bantry (2 episódios: 'The Body in the Library' & 'The Mirror Crack'd from Side to Side')
- 2005-07 - Sensitive Skin - Davina Jackson (12 episódios)
- 2006–2008 - Jam & Jerusalem - Delilah Stagg (6 episódios)
- 2009 - Lewis - Esme Ford (1 episódio: 'Counter Culture Blues')
- 2010 - Mistresses - Vivienne Roden (4 episódios)